# 조 달레산드로

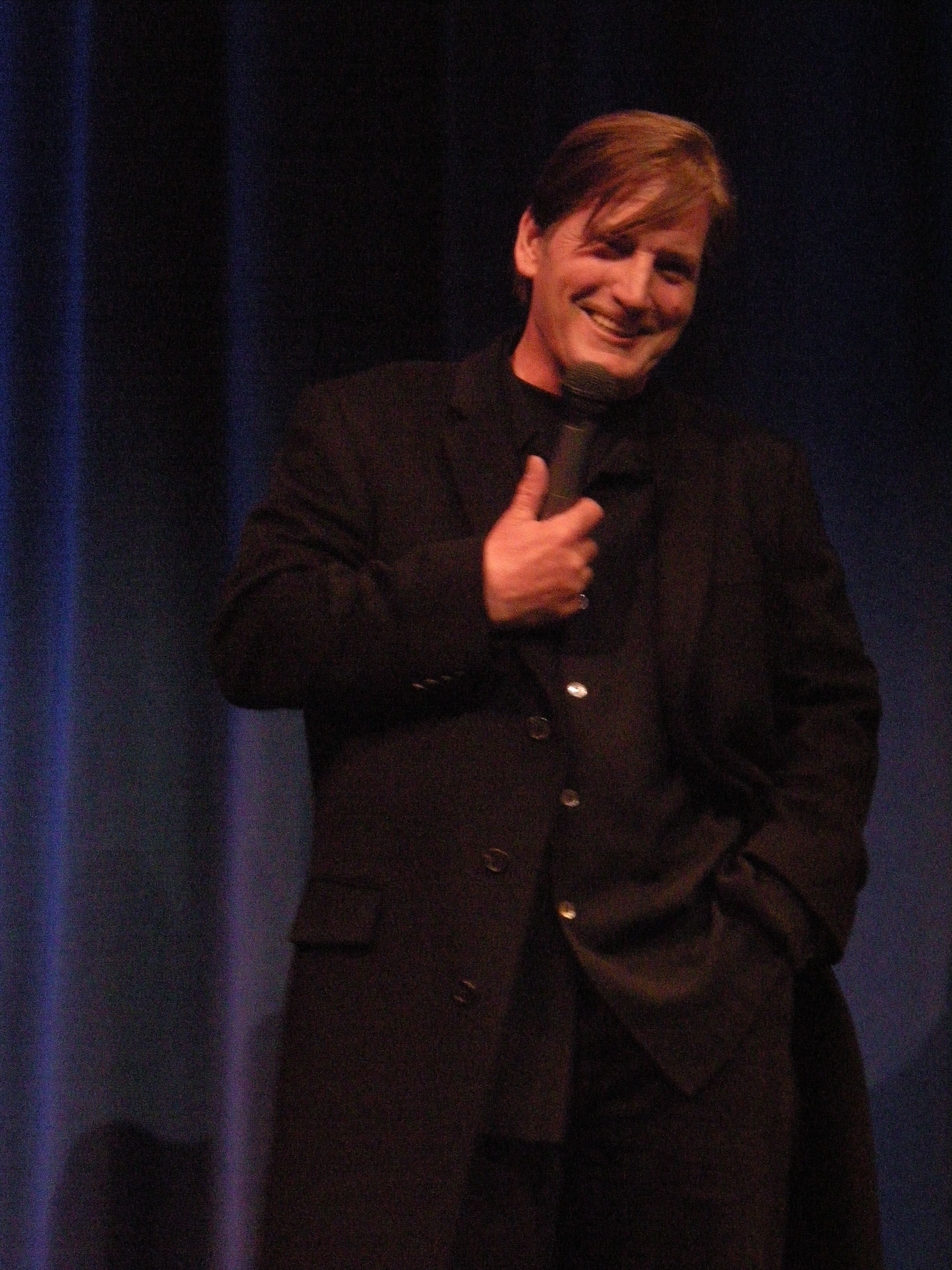

조 댈러산드로(Joe Dallesandro, 1948년 12월 31일 ~ )는 미국의 배우, 모델, 각본가, 영화 제작자, 포르노 배우이다.
펜서콜라에서 태어났다.

## 출연 작품
- 유로크라임! 더 이탈리안 캅 앤 갱스터 필림스 댓 룰드 더 '70s (2012년)
- 리틀 조 (2009년)
- 라이미 (1999년)
- 비프케이크 (1998년) - 본인 역
- 티렉스 (1995년)
- 슈거 힐 (1993년)
- 와일드 엔젤 (1992년)
- 건크레이지 (1992년)
- 와일드 오키드 2 (1992년)
- 인사이드 아웃 (1991년)
- 사랑의 눈물 (1990년)
- 형사 코작 (1989년)
- 더블 리벤지 (1988, Double Revenge)
- 끝없는 베트남전 (1988년)
- 할리우드 차차차 (1988년)
- 가짜 의사 대소동 (1987년)
- 커튼 클럽 (1984년)
- 메리 고 라운드 (1981년) - 벤 역
- 야간 소동 (1979년)
- 애욕 (1976년)
- 파리 매춘 (1976년)
- 블랙 문 (1975년)
- 엔디 워홀의 프랑크슈타인 (1974년)
- 엔디 워홀의 드라큐라 (1974년)

### 텔레비전
- 마이애미의 두 형사 (1984)
- 와이즈가이 (1987)